# Quarnstedt
Quarnstedt település Németországban, Schleswig-Holstein tartományban. Lakosainak száma 451 fő (2023. december 31.).

## Népesség
A település népességének változása:
| Lakosok száma | 344  | 431  | 435  | 450  | 452  | 451  |
|               | 1975 | 2017 | 2019 | 2021 | 2022 | 2023 |